# Senecio keniensis
Senecio keniensis (voorheen: S. brassica) is een kruiskruid (Senecio) dat gevonden wordt op grote hoogten in de bergen van Oost-Afrika, zoals de Afro-alpine zone van Mount Kenya. Men kan het daar aantreffen in de vochtige dezelen van deze zone.
De soort kruist gemakkelijk met S. keniodendron.